# Ицпапалотль
Ицпапалотль (исп. Itzpapalotl) — «Обсидиановая бабочка». В мифологии ацтеков богиня судьбы, связанная с культом растений. Правит небесным раем Тамоанчан (Томоанчан). Первоначально, вероятнее всего, являлась одним из божеств охоты чичимеков. Изображалась в виде бабочки с крыльями, утыканными по краям обсидиановыми лезвиями, или в виде женщины с крыльями бабочки и когтями ягуара на руках и когтями орла на ногах. Вместо языка у неё также был нож. Магический плащ делал её невидимой. Ассоциировалась с бабочкой Rothschildia orizaba из семейства павлиноглазок. По легендам, была убита Мишкоатлем.
Согласно легенде, однажды двое из Сенцон Мимишкоа («Четыреста северных звезд», боги северного звёздного неба), Шиунель («Истинная бирюза») и Мимич («Рыба-стрела»), отправились на охоту, когда перед ними с неба спустилась пара двуглавых оленей. Олени превратились в женщин, и одна из них убедила Шиунеля выпить её крови. Выпив кровь, Шиунель совокупился с ней, а после съел. Тогда другая (это и была Ицпапалотль) попыталась убедить Мимича поесть, но тот развел костер и бросился в него. Ицпапалотль последовала было за ним, но с неба упал кактус и преградил ей путь. Она печально бродила, «расчесывая волосы и крася лицо» в белый цвет, и оплакивала Мимича. Огненный бог, услыхав причитания Ицпапалотль, бросил её в костёр, где она распалась на пять разноцветных камней. Мишкоатль подобрал белый, оказавшийся обсидиановым ножом для жертвоприношений, обвязал его тканью и с тех пор всегда носил с собой.

## Первоисточники
- Пресвитер Хуан; Антонио Перес; фрай Педро де лос Риос (глоссы). Кодекс Теллериано-Ременсис. www.kuprienko.info. — Украина, Киев, 2010. Перевод с испанского - А.Скромницкий, В.Талах. Дата обращения: 11 ноября 2012. Архивировано 5 декабря 2012 года.